# Kota Ogi
Kota Ogi (荻 晃太 Ogi Kōta?, nacido el 5 de mayo de 1983 en Mino, Gifu) es un exfutbolista japonés que se desempeñaba como guardameta.
Tras retirarse al término de la temporada 2019, en 2020 pasó a ser entrenador en la escuela del Vissel Kobe.

## Trayectoria

### Clubes
| Club           | País  | Año         |
| -------------- | ----- | ----------- |
| Vissel Kobe    | Japón | 2002 - 2007 |
| Omiya Ardija   | Japón | 2007        |
| FC Tokyo       | Japón | 2008        |
| Ventforet Kofu | Japón | 2009 - 2015 |
| Nagoya Grampus | Japón | 2016 - 2017 |
| Vissel Kobe    | Japón | 2018 - 2019 |

## Estadística de carrera

### J. League
| Club           | Año   | J. League | J. League | Copa J. League | Copa J. League | Total | Total |
| Club           | Año   | Part.     | Goles     | Part.          | Goles          | Part. | Goles |
| -------------- | ----- | --------- | --------- | -------------- | -------------- | ----- | ----- |
| Vissel Kobe    | 2002  | 0         | 0         | 0              | 0              | 0     | 0     |
| Vissel Kobe    | 2003  | 0         | 0         | 0              | 0              | 0     | 0     |
| Vissel Kobe    | 2004  | 0         | 0         | 0              | 0              | 0     | 0     |
| Vissel Kobe    | 2005  | 1         | 0         | 0              | 0              | 1     | 0     |
| Vissel Kobe    | 2006  | 45        | 0         | -              | -              | 45    | 0     |
| Vissel Kobe    | 2007  | 0         | 0         | 1              | 0              | 1     | 0     |
| Omiya Ardija   | 2007  | 0         | 0         | 0              | 0              | 0     | 0     |
| FC Tokyo       | 2008  | 0         | 0         | 1              | 0              | 1     | 0     |
| Ventforet Kofu | 2009  | 44        | 0         | -              | -              | 44    | 0     |
| Ventforet Kofu | 2010  | 28        | 0         | -              | -              | 28    | 0     |
| Ventforet Kofu | 2011  | 23        | 0         | 1              | 0              | 24    | 0     |
| Ventforet Kofu | 2012  | 42        | 0         | -              | -              | 42    | 0     |
| Ventforet Kofu | 2013  | 17        | 0         | 2              | 0              | 19    | 0     |
| Ventforet Kofu | 2014  | 23        | 0         | 4              | 0              | 27    | 0     |
| Ventforet Kofu | 2015  | 11        | 0         | 4              | 0              | 15    | 0     |
| Nagoya Grampus | 2016  | 0         | 0         | 1              | 0              | 1     | 0     |
| Nagoya Grampus | 2017  | 0         | 0         | -              | -              | 0     | 0     |
| Total          | Total | 234       | 0         | 14             | 0              | 248   | 0     |

## Palmarés

### Títulos nacionales
| Título             | Club        | País  | Año  |
| ------------------ | ----------- | ----- | ---- |
| Copa del Emperador | Vissel Kobe | Japón | 2019 |